# Mautic
Mautic ist eine Open-Source-Software für die Marketing-Automation.
Mit Mautic lassen sich Website-Besucher tracken und mithilfe von Formularen in identifizierte Kontakte wandeln. Anonyme und identifizierte Kontakte lassen sich in Segmente einteilen und Kampagnen zuordnen – entweder auf Basis von Segmenten oder Formularen. Diese Kampagnen enthalten Workflows, um die Kontakte mit weiteren Informationen und Werbematerialien zu versorgen oder die Kontakte zu organisieren. Durch die Möglichkeit, Mautic auf dem eigenen Server zu hosten, lässt sich mit Mautic die Datenverarbeitung der personenbezogenen Kontaktdaten komplett im eigenen Unternehmen abwickeln.

## Geschichte und Philosophie
Mautic wurde 2014 von David Hurley und Gary Allred gegründet. Ziel war es eine Alternative zu den laut David Hurley „altmodischen, komplexen [und] extrem teuren [Marketing-Automation-]Softwares“ zu schaffen. Die Mission hinter Mautic lautete „Equality“. Gemeint ist damit, eine Chancengleichheit zwischen den Machtverhältnissen im Bereich Marketing Automation zu schaffen. Jede Person sollte in der Lage sein, ihr Geschäft zu verstehen, zu managen und weiterzuentwickeln. 2019 wurde Mautic vom Softwarehersteller Acquia aufgekauft.

## Funktionen
Mautic ist im Kern auf die umfassende Automatisierung von Online-Marketing-Prozessen ausgerichtet. Folgende Liste zeigt die zentralen Funktionen von Mautic
- Kontaktverwaltung mit Tracking-Historie
- Tagging und Segmentierung von Kontakten
- Formulare für die Erfassung von Kontakten und Leads
- Online-Marketing-Kampagnen per E-Mail oder SMS
- Builder für Landingpages, Formulare, E-Mails und Kampagnen
- Punktesystem für das Lead-Scoring
- Pop-Ups (genannt Focus Items in Mautic)
- Assetverwaltung für das Management von Medien, Dokumenten und Trackinglinks
- Social-Media-Monitoring für das Bespielen und Tracking von Social-Media-Plattformen (aktuell nur Twitter)
- Reports & Analysen für die Dokumentation und Auswertung sämtlicher Kampagnen

## Erweiterungen
Mautic bietet eine REST-API, über die sich Drittsoftware anbinden lässt. Folgende Integrationen und Plug-ins gibt es bereits für Mautic:
- Facebook
- Gmail
- Instagram
- Magento
- Shopify
- Trello
- Mailchimp
- Outlook
- Twitter
- WooCommerce
- Marini Integration Platform
- CMS-Integration für WordPress, NEOS, TYPO3, Concrete5
- CRM-Systeme

## Lizenzmodell und Hosting
Mautic ist eine Open-Source-Software, die unter der GNU General Public License lizenziert ist. Die Software lässt sich entweder über externe Anbieter in der Cloud hosten oder auf dem eigenen Server.

## Mediale Beachtung

### Auszeichnungen
2019 Best Overall Marketing Automation Platform
2018 Best Fit for fast-growing mid to large sizes companies (MarTech Adviser)
2018 Technology ROI Award Winner for helping uTest, achieve 585 % ROI (ROI Awards)
2017 Best Marketing Automation Solution (CMS Critic)
2015 Best Open Source Software Application (InfoWorld)

### Erwähnungen
Mautic wurde im Beitrag „5 nützliche Open Source Marketing Tools“ auf Marconomy erwähnt.